# Мотив крста
У музици, мотив крста је мотив који је користио Франц Лист да би приказао хришћански крст (тонични симбол крста), a који је узет из грегоријанских корала..